# Charlie Blackmon
Charles Cobb Blackmon (ur. 1 lipca 1986) – amerykański baseballista występujący na pozycji zapolowego w Colorado Rockies.

## Przebieg kariery
Blackmon studiował na Georgia Institute of Technology w Atlancie, gdzie w latach 2006–2007 grał w drużynie uniwersyteckiej Georgia Tech Yellow Jackets. W czerwcu 2008 został wybrany w drugiej rundzie draftu przez Colorado Rockies i początkowo grał w klubach farmerskich tego zespołu, między innymi w Colorado Spring Sky Sox, reprezentującym poziom Triple-A. W Major League Baseball zadebiutował 7 czerwca 2011 w meczu przeciwko San Diego Padres. 1 lipca 2011, w swoje 25. urodziny, w meczu międzyligowym z Kansas City Royals jako pinch hitter zdobył pierwszego home runa w MLB.
4 kwietnia 2014 w wygranym przez Rockies 12–2 meczu z Arizona Diamondbacks, zaliczył sześć odbić na sześć podejść jako drugi zawodnik w historii klubu i jako pierwszy w historii ligi przy statystyce 6–6 zdobył home runa i trzy double. W lipcu 2014 po raz pierwszy wystąpił w Meczu Gwiazd. W 2016 został wyróżniony spośród zapolowych, otrzymując po raz pierwszy w swojej karierze Silver Slugger Award.
W sezonie 2017 został najlepszym uderzającym w National League ze średnią 0,331. 30 września 2018 w meczu przeciwko Washington Nationals został dziewiątym zawodnikiem w historii klubu, który zaliczył cycle.

## Nagrody i wyróżnienia
| Nagroda/wyróżnienie     | Lata             | Źródło      |
| 3× All-Star             | 2014, 2017, 2018 | [ 2 ] [ 6 ] |
| 2× Silver Slugger Award | 2016, 2017       | [ 7 ]       |